# Cavalleria d'Oro di San Giorgio
La Cavalleria d'Oro di San Giorgio (in inglese: Golden Cavalry of St George) era il termine colloquiale col quale venivano definiti i sussidi economici pagati dal governo inglese a sostegno di altri stati europei nel corso del XVIII e XIX secolo, ed in particolare durante le Guerre napoleoniche. Il nome curioso proviene dall'immagine di San Giorgio, santo patrono dell'Inghilterra, impresso sulle ghinee d'oro britanniche.
Durante la Guerra di Successione austriaca la Gran Bretagna sostenne l'Austria con grosse somme di denaro e supporti in seno all'Alleanza anglo-austriaca. Otto anni più tardi nella Guerra dei Sette anni fece lo stesso con la Prussia, pur non essendo ad ogni modo alleati entrambi contro gli austriaci. La Convenzione anglo-prussiana siglata nell'aprile del 1757 garantiva alla Prussia il pagamento della somma di 670.000 sterline all'anno durante la durata della guerra.

## Guerre napoleoniche
Durante le Guerre napoleoniche un gran numero di stati europei si allearono con l'Inghilterra contro la Francia. La Gran Bretagna, che aveva una grande marina ma un esercito ridotto, non fu in grado di dare un forte contributo militare sul continente europeo. Dal momento che però la Gran Bretagna era una ricca potenza commerciale, fu in grado di pagare la considerevole somma di 2.000.000 di sterline a sostegno delle altre nazioni europee alleate con lei. Di questa straordinaria somma 1.500.000 sterline vennero pagate all'Austria per inviare truppe nella campagna contro la Francia nei Paesi Bassi nel 1793. La somma, aggiornata all'inflazione, era equivalente nel 2011 a 273.000.000 sterline.
La presenza di tutta questa liquidità e disponibilità di denaro era dovuta anche all'introduzione della Income Tax ad opera del primo ministro William Pitt. Malgrado gli sforzi economici, la Gran Bretagna si ritrovò al fine ampiamente ripagata degli sforzi compiuti con la sconfitta della Francia nel 1814.